# Quint Servili Fidenat (tribú el 402 aC)
Quint Servili Fidenat (llatí: Quintus Servilius Q. f. P. n. Fidenas) va ser un magistrat romà. Era fill de Quint Servili Prisc Fidenat. Formava part de la gens Servília, i era de la família dels Servili Prisc.
Va ser sis vegades tribú amb potestat consular: el 402 aC, 398 aC, 395 aC, 390 aC, 388 aC i 386 aC. L'any 387 aC va ser nomenat interrex.
Titus Livi diu que Gai Servili, que va ser tribú amb potestat consular el 418 aC, era fill del conqueridor de Fidenes, però el 418 aC el tribú amb potestat consular era Gai Servili Estructe Axil·la i en tot cas no correspon a Quint Servili Fidenat que va ser realment el fill del conquistador.